# Ardisia purseglovei
Ardisia purseglovei är en viveväxtart som beskrevs av Caetano Xavier Furtado. Ardisia purseglovei ingår i släktet Ardisia och familjen viveväxter. Utöver nominatformen finns också underarten A. p. petiolaris.